# Гайгерова, Варвара Адриановна
Варвара Адриановна Гайгерова (4 (17) октября 1903, Орехово, Московская губерния, Российская империя — 6 апреля 1944, Москва, СССР) — российская советская пианистка и композитор.

## Биография
Варвара Гайгерова родилась в 1903 году в селе Орехово (ныне — Орехово-Зуево) в семье преподавателей музыки. Её отец Адриан Николаевич в 1901 году организовал кружок пения для рабочих и служащих ореховских текстильных производств и в течение 35 лет руководил им. Мать окончила музыкально-драматическое училище при Московском филармоническом обществе по теории музыки и пропагандировала музыкальную культуру среди трудящихся масс села.
Обучение Варвары музыкальной грамоте началось в семь лет, а первым её педагогом стала мама Вера Михайловна. В 10-летнем возрасте юная музыкантша уже выступала на публичных концертах. В 1914 году она поступила на младшие курсы Московской консерватории по классу фортепиано, однако в 1917 году занятия пришлось прервать в связи с тяжёлыми условиями жизни в годы империалистической и гражданской войн. С 1917 по 1922 годы ею были написаны 22 хоровые и сольные песни, а также романсы на стихи своего любимого поэта Михаила Юрьевича Лермонтова.
Позднее Гайгерова возобновила обучение в Московской консерватории и окончила её в 1928 году по двум специальностям: по классу фортепиано (курс Густава Нейгауза) и по классу композиции (курс Николая Мясковского).
В 1937 году В. Гайгерова была репрессирована и выслана в Казахстан, где прожила почти три года. Не падая духом, она вела культурно-массовую работу и сочиняла к юбилею М. Лермонтова (на сюжет повести «Бела») начатую ранее оперу «Крепость у Каменного Брода». Вернувшись в Москву после реабилитации в 1940 году, Варвара Адриановна продолжала активную творческую деятельность, не имея возможности наладить свой быт, что очень ее тяготило.
В военные годы В. Гайгерова приняла участие в более чем 700 концертах. Бывали дни, когда приходилось аккомпанировать в нескольких программах. До Большого театра она добиралась пешком из Химок, поздно вечером возвращалась домой к больной матери и в тяжелейших условиях холода и необустроенности сочиняла ночью. В 1943 году в своем письме к отцу В. Гайгерова сообщала: «…в настоящее время я пишу партитуру своей сюиты <…>, что очень тяжело для меня при обстоятельствах моей жизни. Чувствую, что затрачиваю на это последние силы». Подорванное здоровье стало причиной раннего ухода композитора из жизни.
Умерла в 1944 году. Похоронена на Ваганьковском кладбище (15 уч.).